# Lamarck - Caulaincourt (métro de Paris)
Pour les articles homonymes, voir Caulaincourt.
Lamarck - Caulaincourt est une station de la ligne 12 du métro de Paris, située dans le 18e arrondissement de Paris.

## Situation
La station, qui se trouve au point culminant de la ligne, est implantée au nord de la butte Montmartre, à la limite administrative entre le quartier des Grandes-Carrières à l'ouest et le quartier de Clignancourt à l'est. Elle est établie en courbe sous la place Constantin-Pecqueur, selon l'axe de la rue Pierre-Dac. Approximativement orientée nord-sud, elle s'intercale entre les stations Jules Joffrin et Abbesses.

## Histoire
La station est ouverte le 31 octobre 1912 avec la mise en service du deuxième prolongement de la ligne A de la Société du chemin de fer électrique souterrain Nord-Sud de Paris (dite Nord-Sud), depuis le terminus provisoire de Pigalle jusqu'à la station Jules Joffrin. Cette extension fut décidée par le conseil municipal du 3 juillet 1905 sur proposition d'Édouard Ballière, et déclarée d'utilité publique par la loi du 10 avril 1908 votée sur proposition de Louis Barthou.
Il était prévu dans les projets initiaux que la station soit dénommée Pecqueur, du fait de son implantation sous la place Constantin-Pecqueur. Elle est finalement baptisée Lamarck à son inauguration, car l'édicule d'accès débouche sur la rue Lamarck, ainsi nommée en hommage au naturaliste français Jean-Baptiste de Lamarck (1744-1829).
Puis elle porta le nom de Lamarck (Caulaincourt) en raison de sa proximité avec la rue Caulaincourt, laquelle rend hommage au général Armand de Caulaincourt, duc de Vicence (1773-1827) et défenseur du quartier en 1814. Son nom fut d'abord rajouté en tant que simple précision avant d'être intégré officiellement au toponyme de la station, ainsi devenu Lamarck - Caulaincourt. Cependant, sur les quais, la céramique entre les cadres publicitaires ne porte toujours que la dénomination originelle de « Lamarck », seule la faïence surmontant ces mêmes cadres affichant le nom complet.
Le 27 mars 1931, la ligne A devient l'actuelle ligne 12 du métro à la suite de l'absorption de la société du Nord-Sud le 1er janvier 1930 par sa concurrente, la Compagnie du chemin de fer métropolitain de Paris (dite CMP), qui gère la concession de l'essentiel des autres lignes du réseau.
En 1944, sous l'Occupation allemande, la station sert d'abri anti-aérien pendant une alerte, comme vingt-sept autres stations lors de la Seconde Guerre mondiale, majoritairement concentrées sur les lignes 7 (au niveau de l'actuelle ligne 7 bis), 11 et 12 du fait de leur importante profondeur.
Comme l'ensemble des points d'arrêt de la ligne 12 de 1959 à 1960, les quais sont modernisés par la mise en place d'un carrossage métallique sur les piédroits, avec des montants horizontaux de couleur vert d'eau et des cadres publicitaires dorés, éclairés par le haut. Cet aménagement, alors largement utilisé sur le réseau en tant que moyen de rénover les stations rapidement et à moindre coût, voit ses lambris repeints avec une nuance de vert plus soutenue dans les années 1990, tandis que des sièges « Andreu-Motte » de même teinte sont installés en remplacement des bancs initiaux.
Dans le cadre du programme « Renouveau du métro » de la RATP, les quais de la station sont rénovés de 2000 à 2001, entraînant le retrait définitif du carrossage au profit d'une restitution de la décoration « Nord-Sud » d'origine. Les couloirs et la salle de distribution font l'objet du même traitement en 2006, nécessitant la fermeture de la station au public du 27 mars au 16 juin de l'année précitée.

### Fréquentation
Selon les estimations de la RATP, la station a vu entrer 2 704 202 voyageurs en 2019, ce qui la place à la 194e position des stations de métro pour sa fréquentation sur 302,. En 2020, avec la crise du Covid-19, son trafic annuel tombe à 1 283 881 voyageurs, la reléguant alors au 199e rang, avant de remonter progressivement en 2021 avec 1 875 717 entrants comptabilisés, ce qui la classe à la 191e position des stations du réseau pour sa fréquentation cette année-là.
Dès le début des années 2000, la station est régulièrement touchée par le phénomène de la consommation de crack dans le métro de Paris, comme plusieurs autres stations du nord de Paris, également concentrées sur les lignes 4 et 12 pour la majorité d'entre elles.

## Services aux voyageurs

### Accès
L'unique accès à la station, intitulé « Rue Lamarck », est implanté au débouché de la rue Pierre-Dac sur la rue Lamarck. Il est encadré par les deux escaliers de la première rue précitée, qui mènent à la rue Caulaincourt, témoignant du terrain accidenté des abords de la butte Montmartre. Du fait de sa configuration à flanc de coteau limitant sa visibilité latérale, il est orné d'une part d'un candélabre Nord-Sud original déporté sur le trottoir de la rue Lamarck, et surmonté d'autre part d'un signal « METROPOLITAIN » rouge caractéristique de cette compagnie, visible depuis la rue Caulaincourt.

Accès à la station
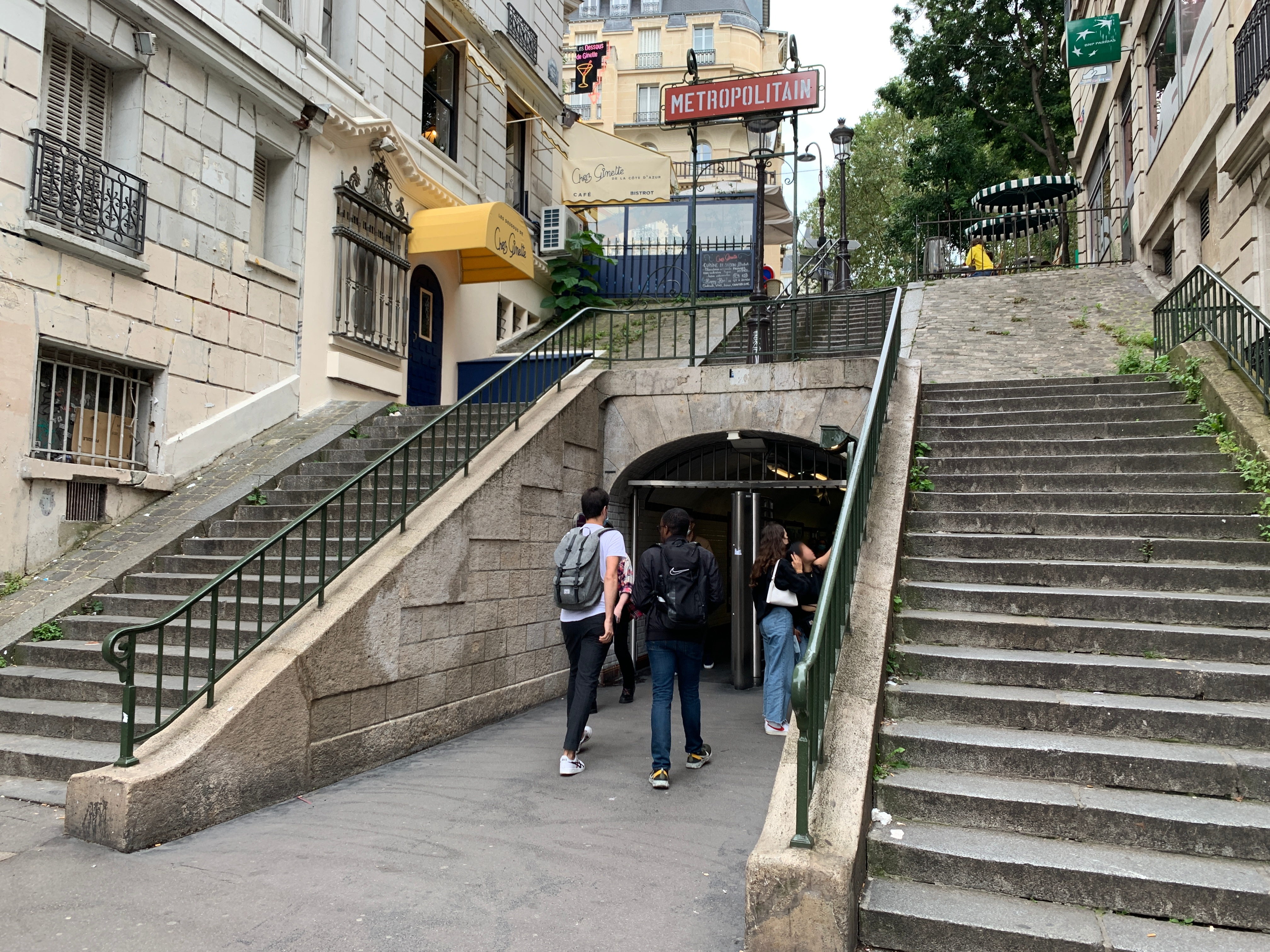
L'entrée de la station, à flanc de coteau.
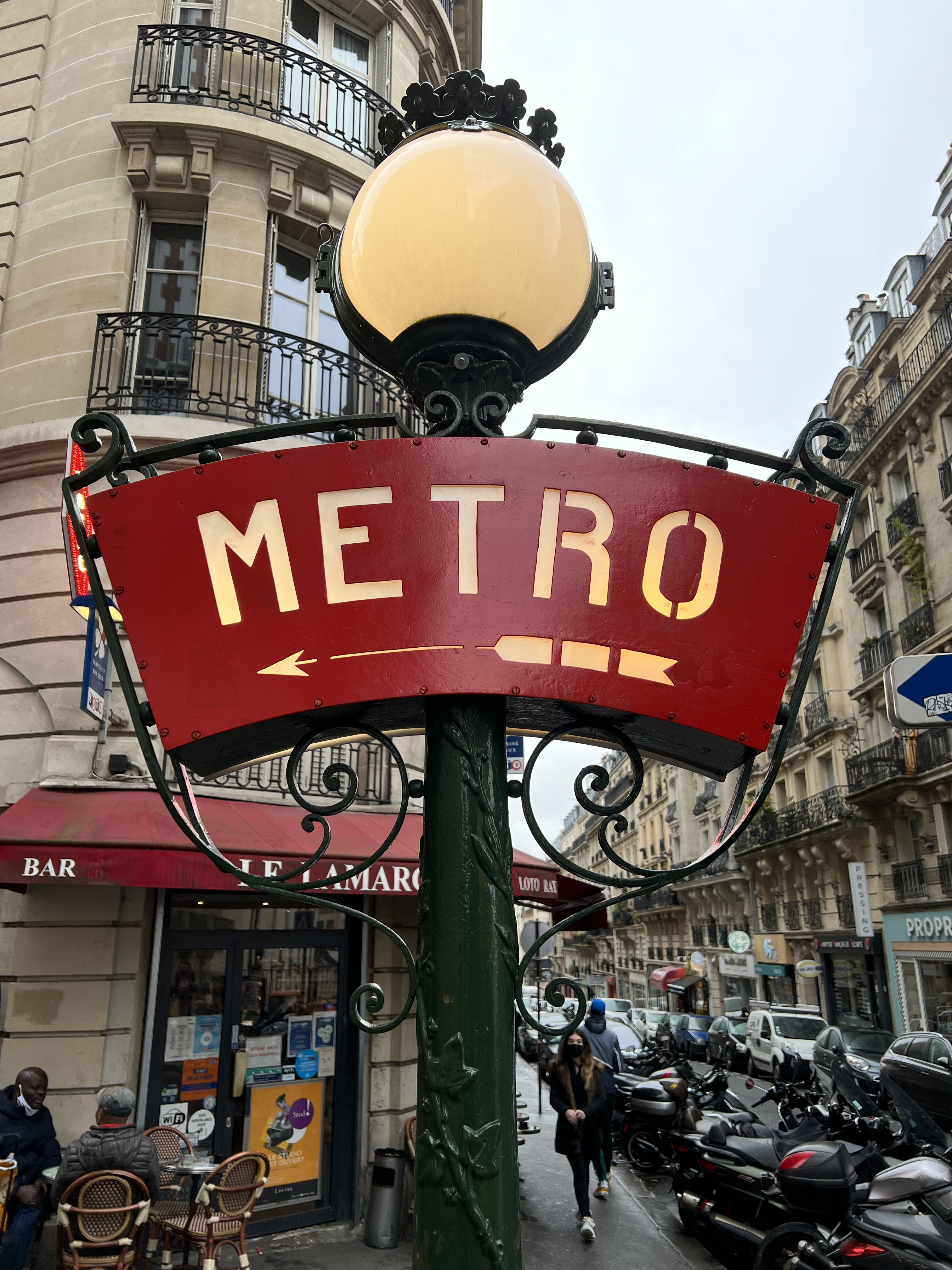
Candélabre unique.
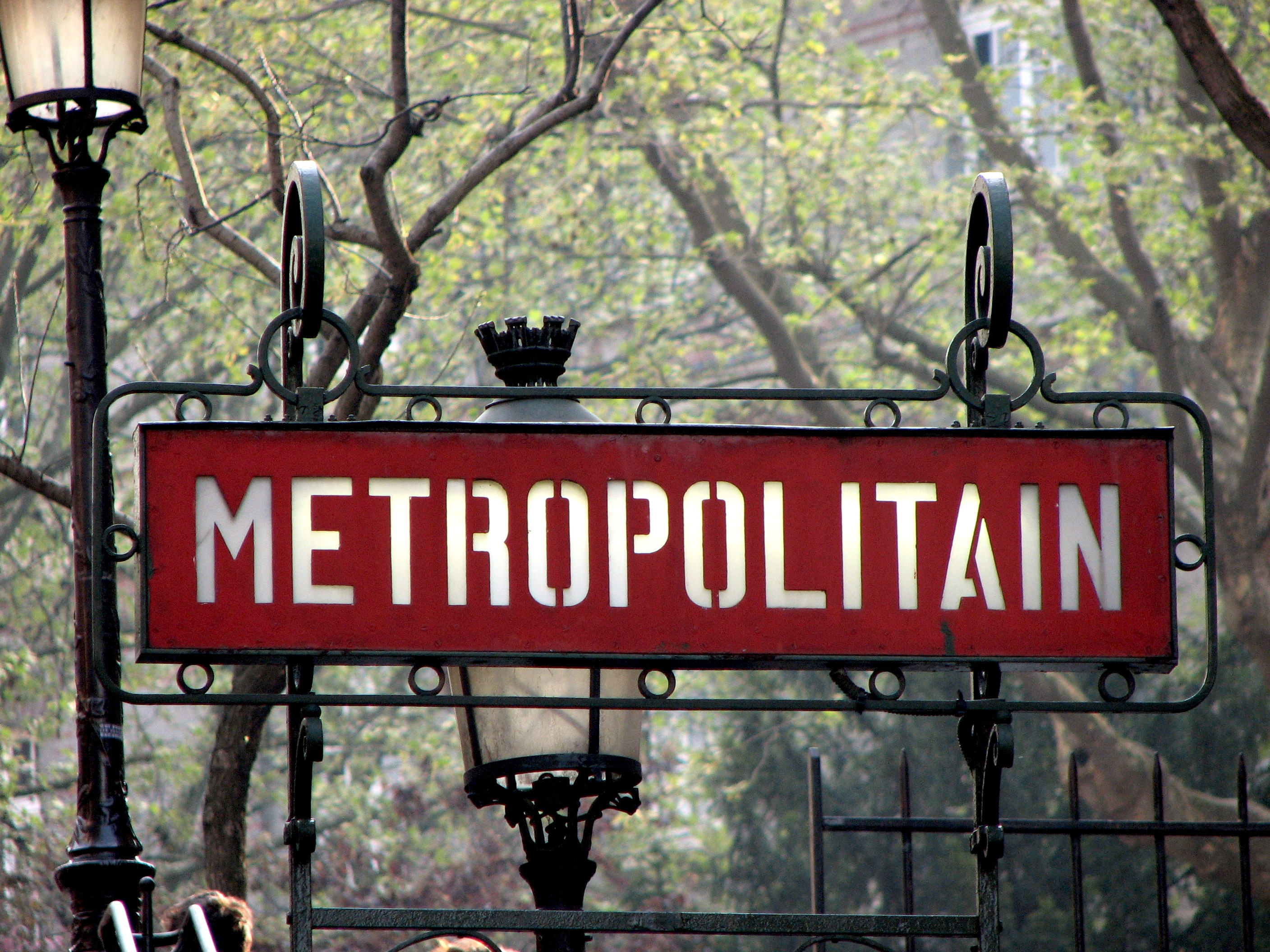
L'enseigne surmontant l'édicule d'accès.
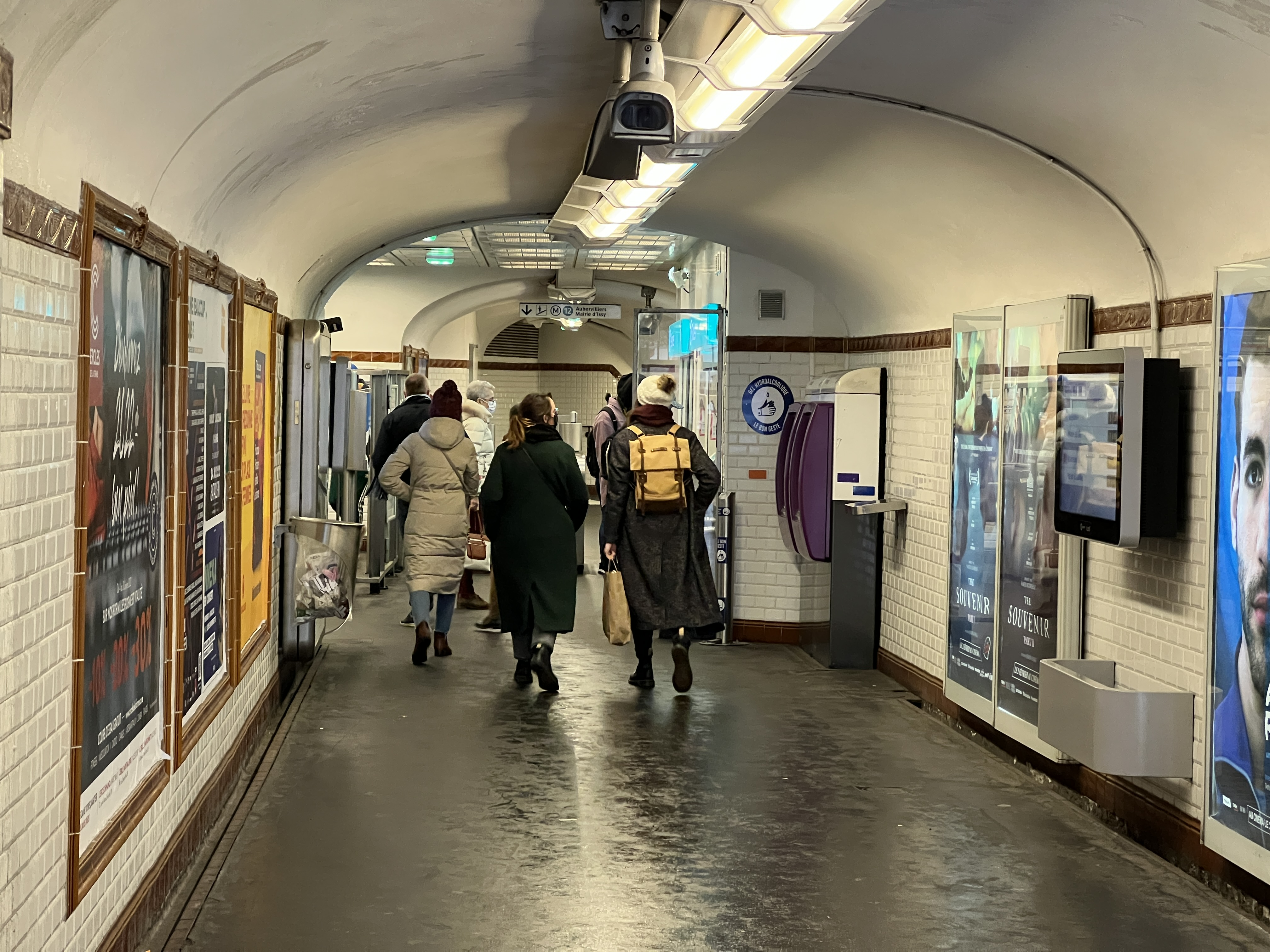
Le couloir d'entrée menant au hall d'accueil.

Compte tenu de l'importante profondeur des quais, l'accès à ceux-ci s'effectue au moyen de quatre cabines d'ascenseurs – deux pour la descente et deux autres réservés à la montée – ou d'une série d'escaliers en colimaçon. Ces derniers sont imbriqués avec une seconde série d'escaliers identiques, selon une disposition que l'on retrouve également à la station suivante de la ligne, Abbesses. Ils servaient à l'origine à dissocier les flux entrants et sortants avant d'être reconvertis ultérieurement en issue de secours, non empruntée en service normal. Cette restriction d'accès a été imposée par l'étroitesse du couloir sur lequel ces escaliers débouchent à leur extrémité haute, à la suite de la création d'un local technique sur plus de la moitié de sa largeur, ce qui en fait l'un des couloirs souterrains les plus étroits du métro de Paris. En outre, un crochet jaune décoratif est fixé au plafond du palier d'ascenseurs situé à la sortie du quai en direction de Mairie d'Aubervilliers, à l'aplomb d'une large trappe dans le sol.

Couloirs de la station
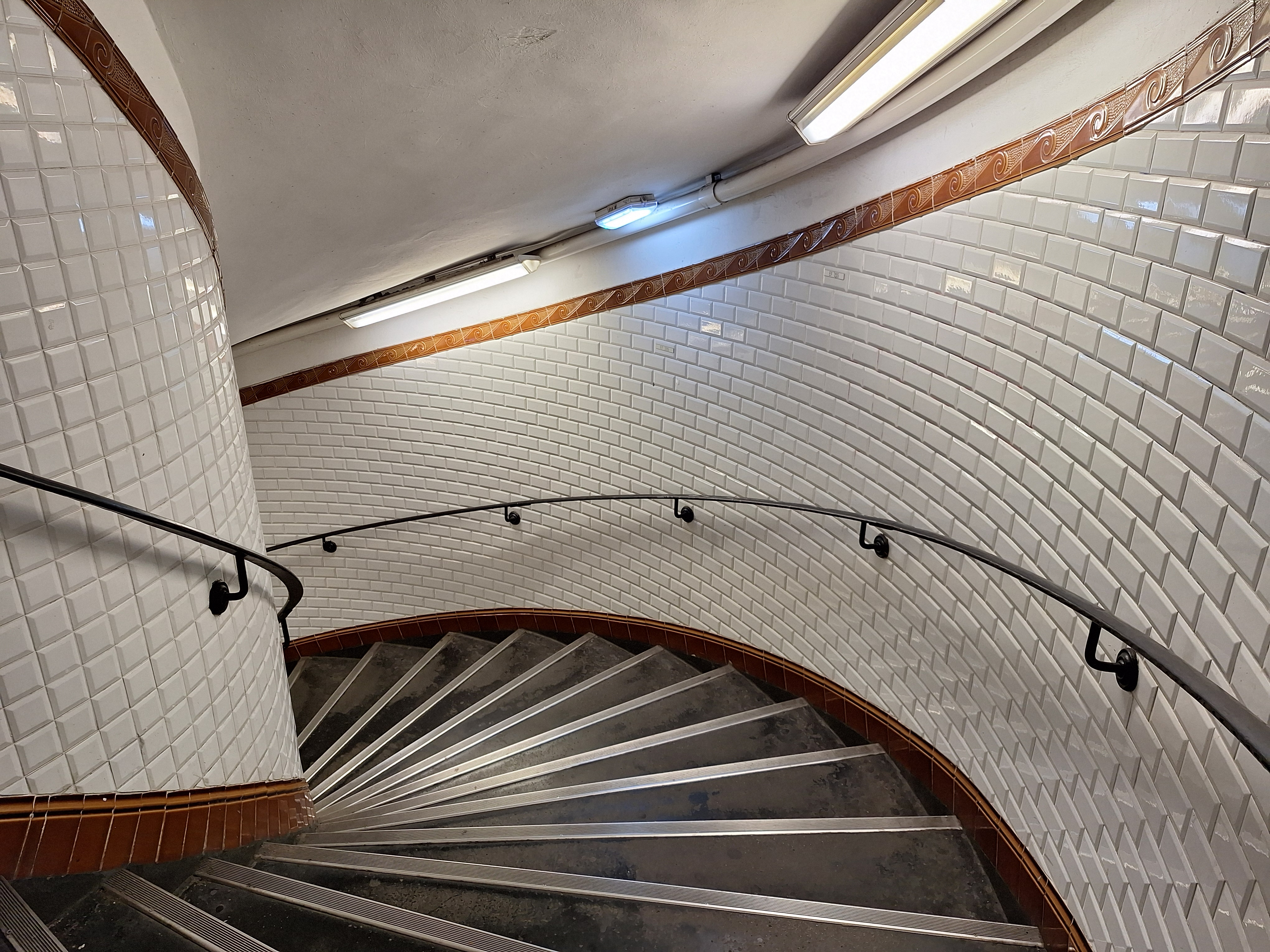
L'escalier en colimaçon menant aux quais.
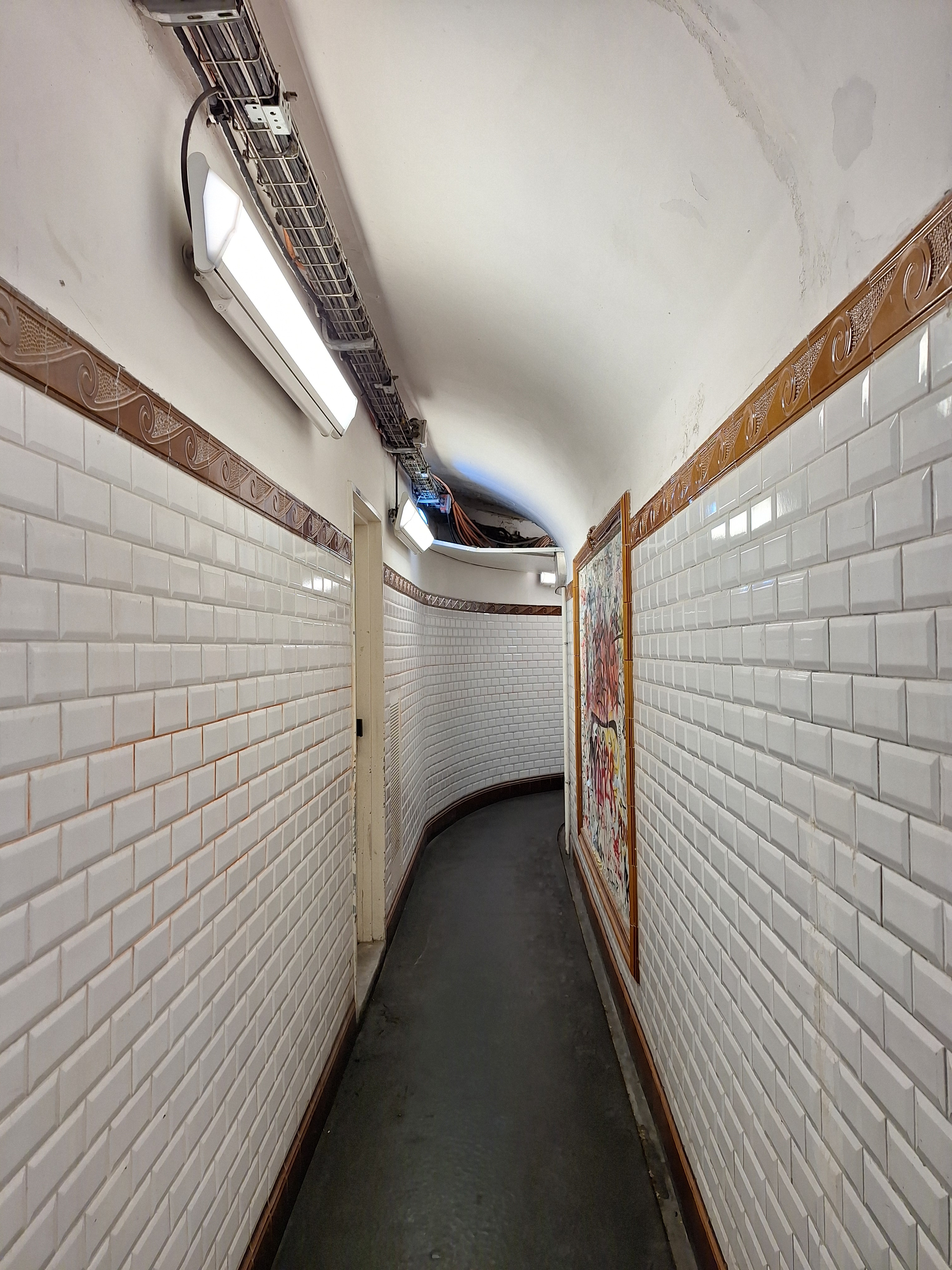
L'étroit couloir de secours.
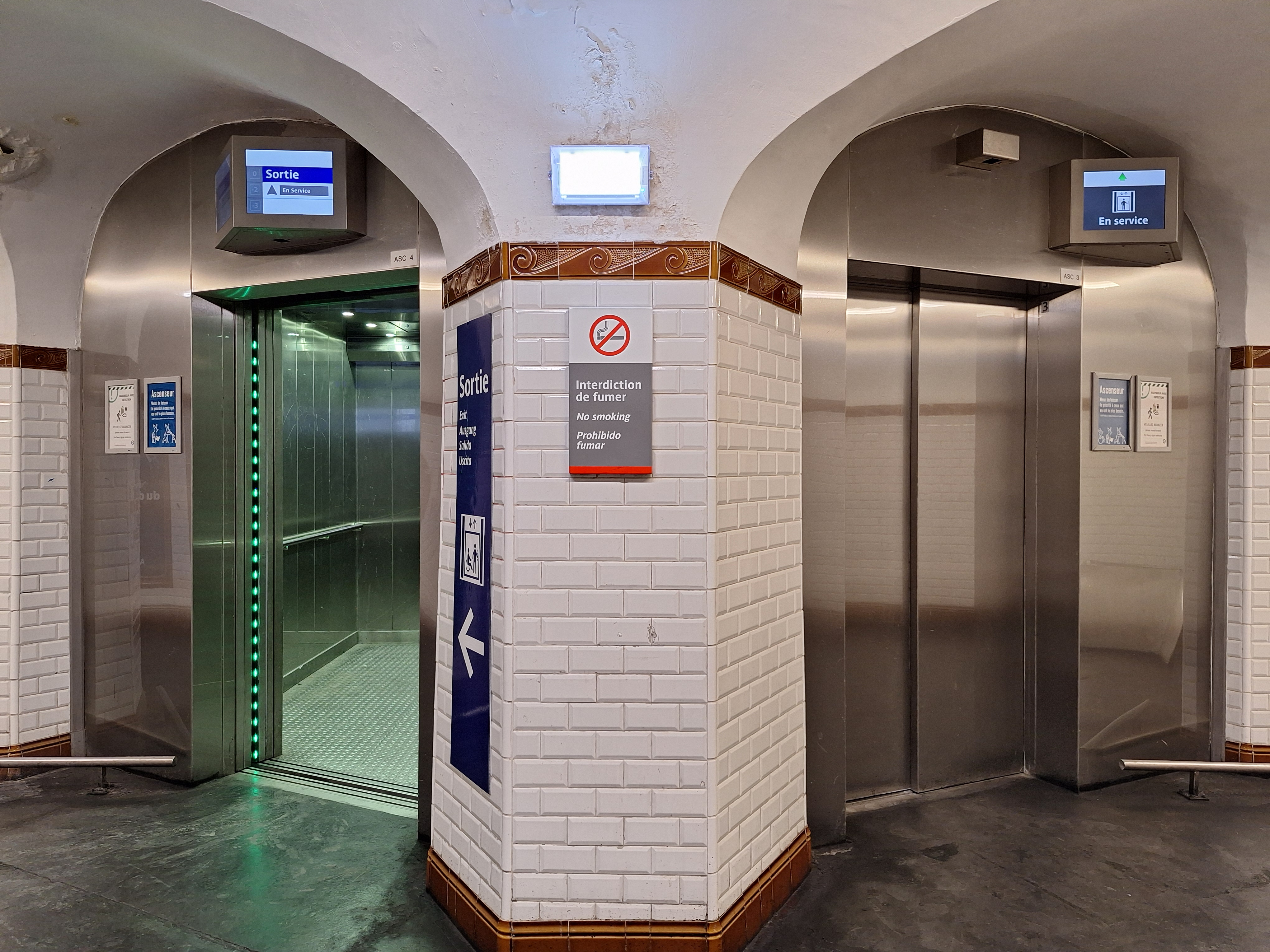
Les ascenseurs reliant les quais au hall d'accueil.
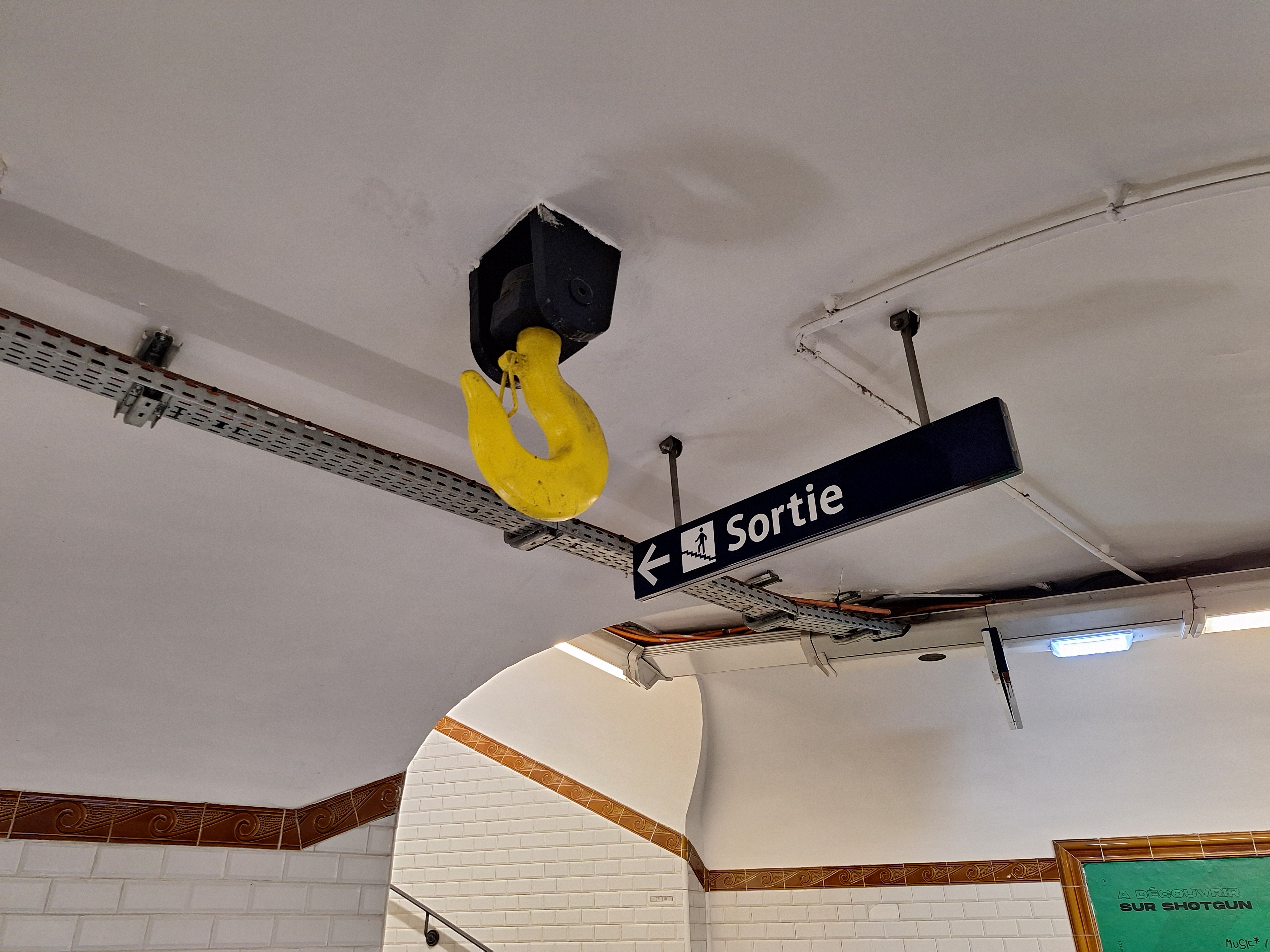
Le crochet jaune au plafond d'un palier.

### Quais
Lamarck - Caulaincourt est une station en courbe de configuration standard pour le métro de Paris : elle possède deux quais, d'une longueur conventionnelle de 75 mètres, séparés par les voies du métro situées au centre et la voûte est semi-elliptique, forme spécifique aux anciennes stations du réseau Nord-Sud dont la partie inférieure des piédroits était verticale et non courbée. Les quais sont établis à 25 mètres sous le niveau de l'entrée, selon un profil spécial caractérisé par une voûte surbaissée afin de supporter la pression considérable du gypse ; cette particularité se retrouve à la station suivante sur la même ligne, Abbesses, également enfouie à grande profondeur sous la butte Montmartre.
La décoration en céramique reprend le style caractéristique du « Nord-Sud » d'origine, de couleur marron comme il en est d'usage dans les stations sans correspondance, selon les codes graphiques de cette ancienne compagnie. Cette teinte s'applique aux cadres publicitaires et aux entourages du nom de la station, en faïence avec des motifs végétaux et lettres « NS » entrelacées en relief, ainsi qu'aux dessins géométriques en carreaux biseautés sur les piédroits et la voûte. Le nom de la station est incorporé dans la céramique murale en blanc sur fond bleu, de petite taille au-dessus des publicités et de très grande taille entre celles-ci (où seule la dénomination originelle de « Lamarck » est représentée malgré la rénovation de 2001), tandis que les anciennes directions de la ligne (Porte de la Chapelle au nord et Porte de Versailles au sud) sont inscrites sur la faïence des tympans, au-dessus de l'entrée des tunnels. Ces ornements sont mariés avec les traditionnels carreaux en céramique blancs biseautés qui recouvrent les piédroits, la voûte ainsi que les tympans. L'éclairage est assuré par deux bandeaux-tubes suspendus et les sièges sont de style « Akiko » de couleur bordeaux.
À l'exception de la teinte des assises, cette décoration est totalement identique à celle des stations encadrantes, Jules Joffrin et Abbesses. Depuis le printemps 2025, les voies sont séparées par des barrières anti-franchissement, également déployées dans d'autres stations du nord de la ligne 12, Marcadet - Poissonniers, Jules Joffrin, et Abbesses, afin de limiter les intrusions illicites de personnes, récurrentes sur ce tronçon au nord de la ligne.

Quais de la station
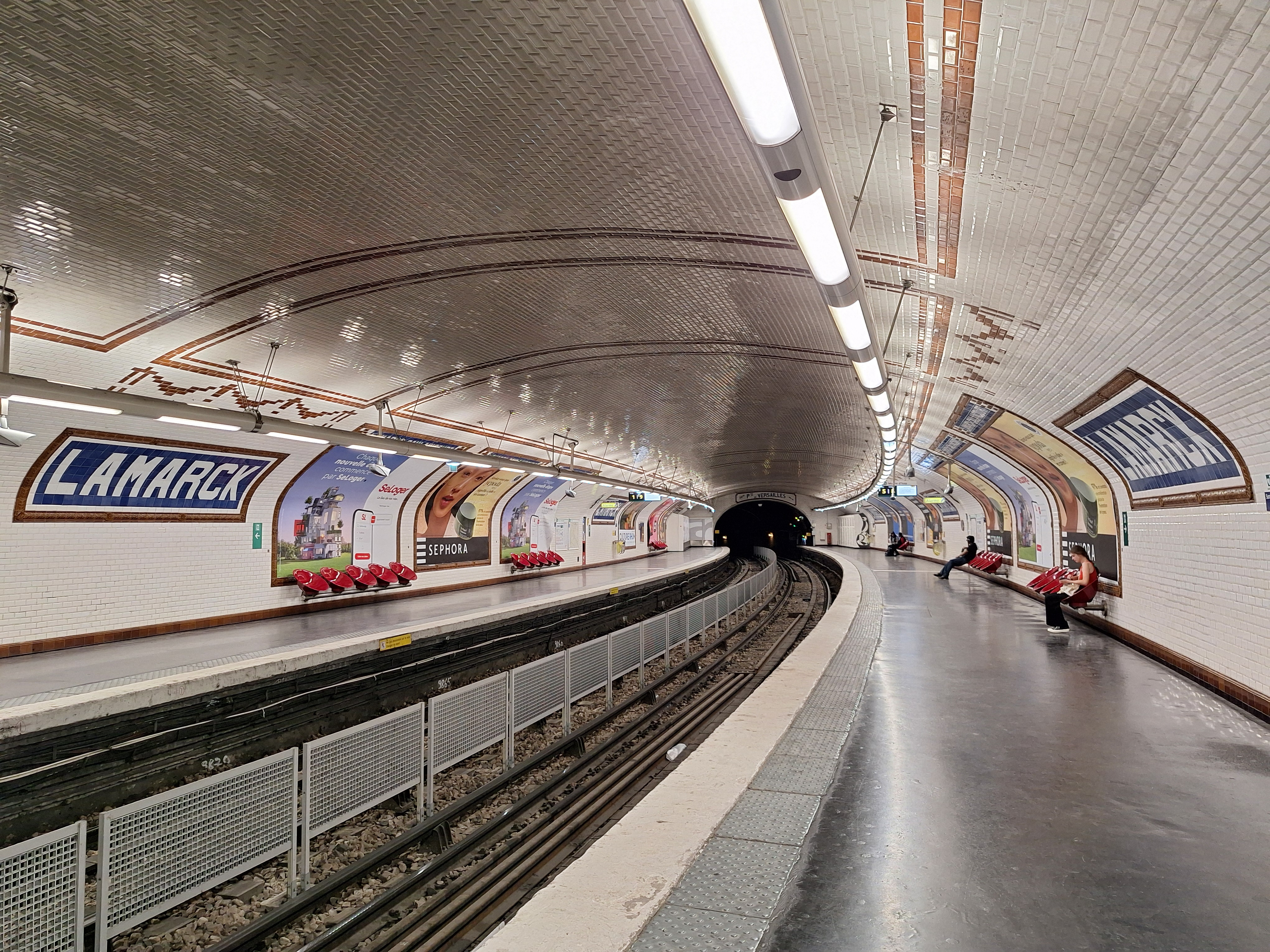
Vue d'ensemble des quais en direction de Mairie d'Issy.
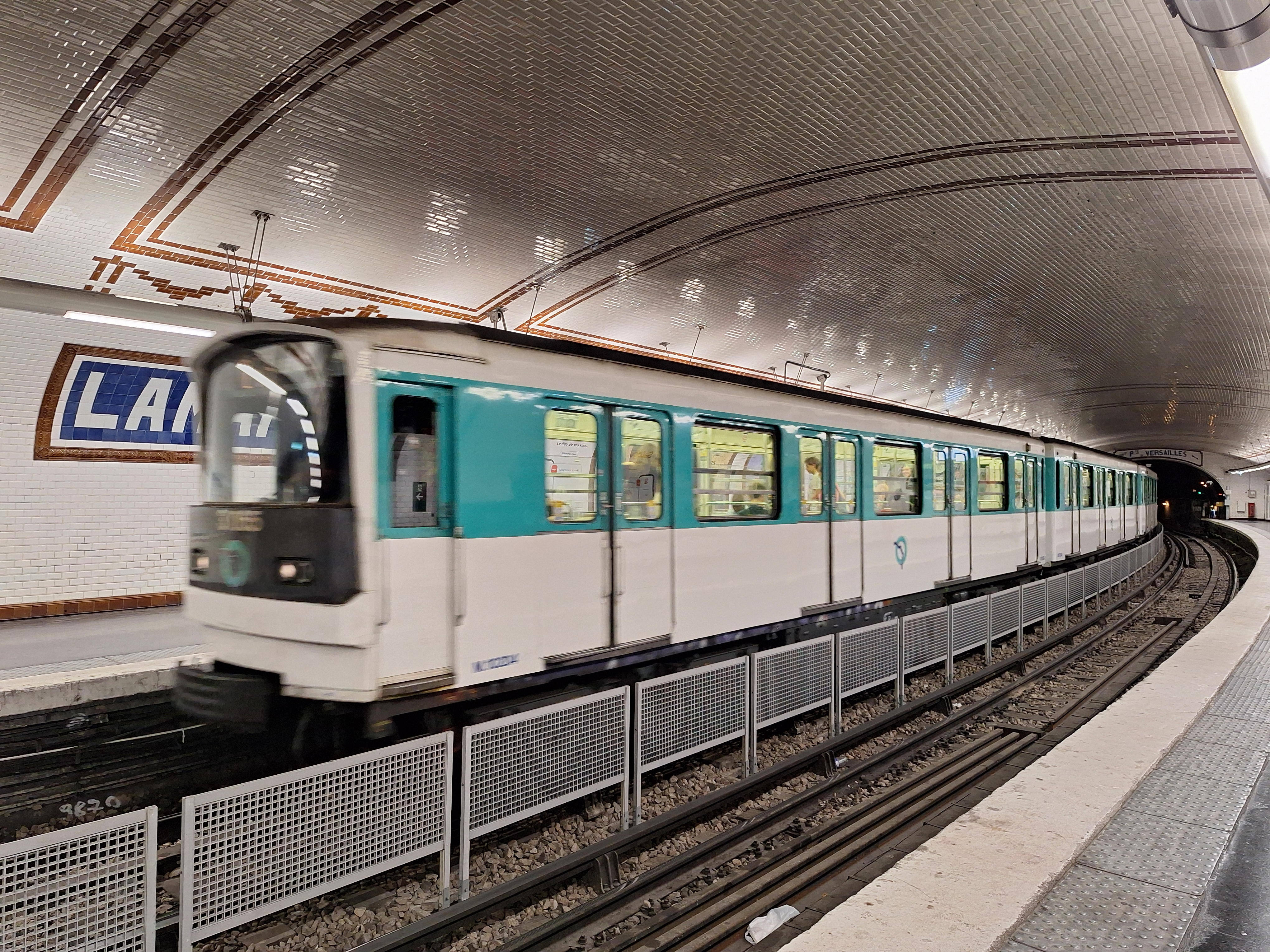
Arrivée d'une rame MF 67 pour Mairie d'Aubervilliers.
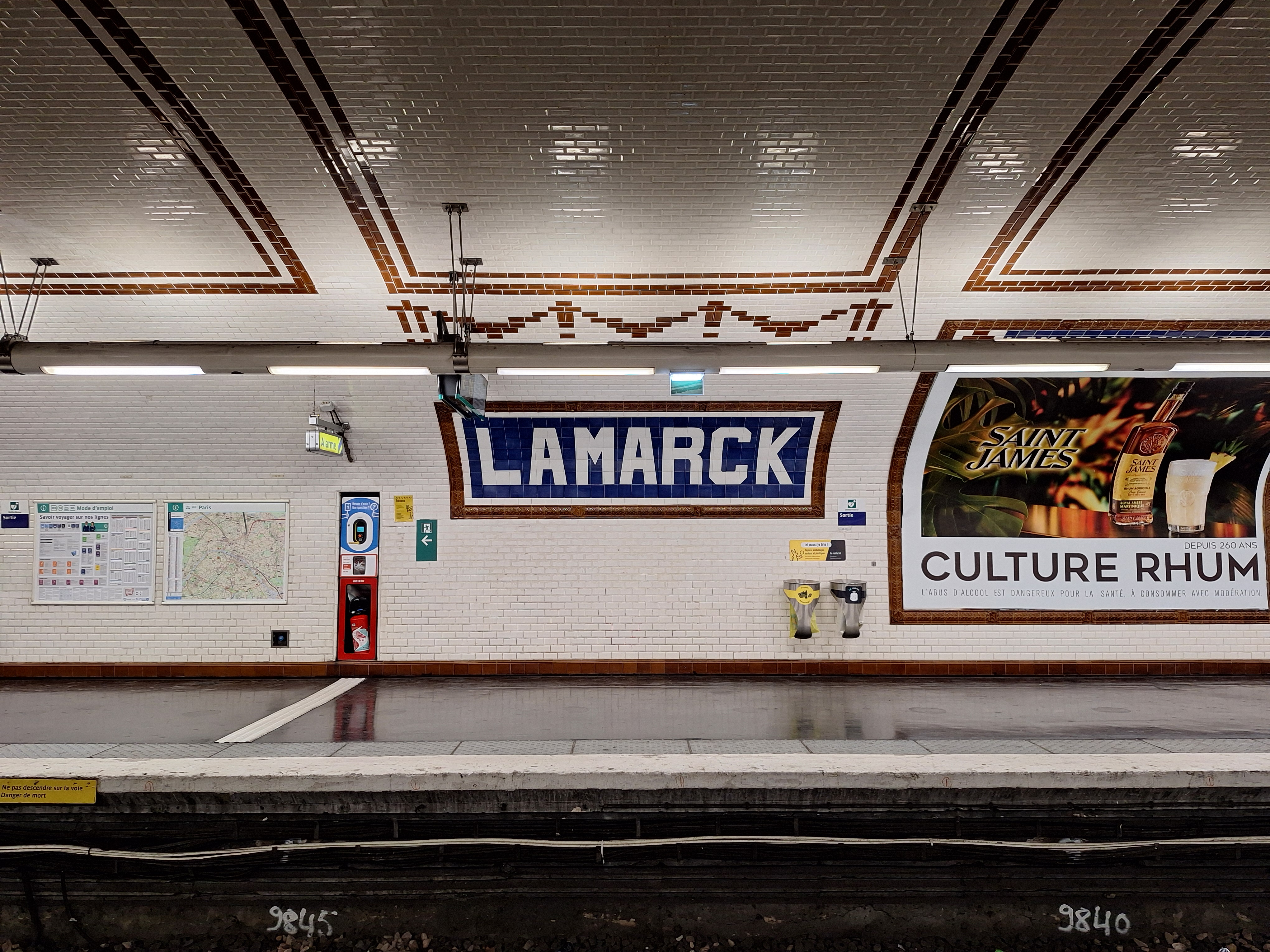
Décor en faïence incorporant le nom d'origine de la station.

### Intermodalité
La station est desservie par les lignes 40 et 80 du réseau de bus RATP.

## À proximité
- Versant nord de la butte Montmartre
- Square Joël-Le Tac
- Cimetière Saint-Vincent
- Au Lapin Agile
- Funambule Montmartre
- Cité internationale des arts (site de la rue Girardon)
- Château des Brouillards
- Square Suzanne-Buisson
- Jardin Frédéric-Dard
- Théâtre Lepic
- Moulin de la Galette
- Théâtre Montmartre-Galabru
- La Maison Rose
- Vigne de Montmartre
- Musée de Montmartre
- Fontaine du Château d'eau de Montmartre
- Carmel de Montmartre
- Maison de Tristan Tzara
- Square Léon-Serpollet
- Square Raymond-Souplex
- Parc Marcel-Bleustein-Blanchet (anciennement parc de la Turlure)
- Square Claude-Charpentier
- Cimetière du Calvaire
- Église Saint-Pierre de Montmartre
- Place du Tertre
- À la Mère Catherine
- Dalí Paris
- Basilique du Sacré-Cœur de Montmartre

## Filmographie
L'entrée de la station sur les rues Lamarck et Pierre-Dac est visible dans le film Le Fabuleux Destin d'Amélie Poulain, de Jean-Pierre Jeunet, mais elle est présentée à l'extrémité sud de la rue Lepic, où se trouve en réalité la station Blanche sur la ligne 2.
Le même accès est également représenté dans le film d'animation Dilili à Paris, de Michel Ocelot. Cependant, sa présence dans le Paris de 1900 est légèrement anachronique puisque la station n'ouvrit qu'en 1912. De même, l'accès apparaît orné d'un édicule Guimard alors que la station n'en a jamais possédé, ayant été construite par la société du Nord-Sud qui appliquait son propre style décoratif à ses accès.